# Somewhere (album Evy Cassidy)
Somewhere – kolejny pośmiertny album studyjny amerykańskiej wokalistki Evy Cassidy, wydany  25 sierpnia 2008 roku. Po raz pierwszy zawiera dwa utwory napisane przez Evę Cassidy.

## Twórcy
- Eva Cassidy - śpiew, gitara, gitara rytmiczna
- Chris Biondo – gitara basowa, gitara akustyczna, syntezator, perkusja
- Keith Grimes – gitara elektryczna
- Lenny Williams – fortepian, organy, syntezator
- Raice McLeod – bębny, perkusja
- Dan Cassidy – skrzypce
- Blues Webb – bębny, perkusja
- William „JuJu” House – bębny
- Chris Walker – trąbka
- Jen Krupa – puzon
- Leoni & Amba Tremain - chórki
- Steve Lima – gitara, gitara basowa, bębny, Organy Hammonda
- Rob Cooper – elektryczna Gitara hawajska